# Хановер (Њу Хемпшир)
Хановер (енгл. Hanover) насељено је место без административног статуса у америчкој савезној држави Њу Хемпшир.
Овде се налази Дартмутски колеџ.

## Демографија
По попису из 2010. године број становника је 8.636, што је 474 (5,8%) становника више него 2000. године.
| Група             | 2000.         | 2010.         |
| Белци             | 6.823 (83,6%) | 6.412 (74,2%) |
| Афроамериканци    | 184 (2,3%)    | 374 (4,3%)    |
| Азијати           | 668 (8,2%)    | 1.074 (12,4%) |
| Хиспаноамериканци | 259 (3,2%)    | 399 (4,6%)    |
| Укупно            | 8.162         | 8.636         |